# Johann Jakob Balmer
Johann Jakob Balmer (Lausen, Suiza, 1 de mayo de 1825 - Basilea, Suiza, 12 de marzo de 1898) fue un matemático y físico suizo, autor de la fórmula de su nombre, que permite obtener los números de onda (el inverso de la longitud de onda) de la serie espectral del átomo de hidrógeno.
La fórmula de Balmer es más que una simple ecuación matemática; es una herramienta fundamental en la astronomía moderna. Permite a los científicos observar y analizar la luz emitida por diversos cuerpos celestes, lo que proporciona una comprensión más profunda de la estructura, composición y evolución del universo. Sin esta fórmula, sería mucho más difícil identificar el hidrógeno en el cosmos y estudiar sus características en detalle.

## Biografía
Balmer nació en Lausen, Suiza, hijo mayor de un magistrado también llamado Johann Jakob Balmer y de Elizabeth Rolle Balmer. Durante sus estudios destacó en matemáticas, y decidió centrarse en este campo cuando asistió a la universidad.
Cursó estudios en la Universidad de Karlsruhe y en la Universidad de Berlín. Posteriormente obtuvo su doctorado en la Universidad de Basilea en 1849 con una disertación sobre la curva cicloide. Permaneció el resto de su vida en Basilea, donde enseñó en una escuela para niñas. También fue profesor en la Universidad de Basilea. 
En 1868 se casó con Christine Pauline Rinck a la edad de 43 años. La pareja tuvo un total de seis hijos.

Mecanismo de producción de líneas espectrales. En A se producen líneas de absorción y en B se producen líneas de emisión.

Líneas espectrales del átomo de hidrógeno.

A pesar de ser un matemático, no es recordado por obra alguna en este campo; más bien, su principal contribución (hecha a la edad de sesenta años, en 1885) fue una fórmula para la determinación empírica  de las líneas espectrales visibles del átomo de hidrógeno, estudio que realizó por sugerencia de Eduard Hagenbach (también de Basilea). Usando las mediciones de las líneas del hidrógeno efectuadas por Ångström, fue capaz de llegar a la fórmula de Balmer para el cálculo de la longitud de onda de la siguiente manera:
{\displaystyle \lambda \ ={\frac {hm^{2}}{m^{2}-n^{2}}}}
con n = 2, h = 3,6456 × 10−7 m, y m = 3, 4, 5, 6, y así sucesivamente.
Su notificación de 1885 se refirió a h (ahora conocida como la constante de Balmer) como el "número fundamental de hidrógeno". A continuación, utilizó esta fórmula para predecir la longitud de onda de m = 7, siendo informado poco después de que Hagenbach Ångström había observado la línea con longitud de onda de 397   nm. Dos de sus colegas, Hermann Wilhelm Vogel y William Huggins, confirmaron con gran satisfacción la existencia de otras líneas de la serie de Balmer en el espectro de hidrógeno de las estrellas blancas.
La fórmula de Balmer más tarde se reveló como un caso especial de la fórmula de Rydberg, ideada por Johannes Rydberg:
{\displaystyle {\frac {1}{\lambda }}\ ={\frac {4}{h}}\left({\frac {1}{n_{1}^{2}}}-{\frac {1}{n_{2}^{2}}}\right)=R_{H}\left({\frac {1}{n_{1}^{2}}}-{\frac {1}{n_{2}^{2}}}\right)}
con {\displaystyle R_{H}} siendo la constante de Rydberg para el hidrógeno, {\displaystyle n_{1}=2} para la fórmula de Balmer, y {\displaystyle n_{2}>n_{1}}.
La explicación completa de por qué estas fórmulas funcionan tuvo que esperar a la presentación del modelo atómico de Bohr por Niels Bohr en 1913.
Johann Balmer murió en Basilea.

## Posterioridad de la fórmula de Balmer: generalización
La fórmula de Balmer y la constante de Balmer son válidas solo para {\displaystyle n=2}. A raíz de los trabajos del físico sueco Johannes Rydberg (1888) y del físico suizo Walther Ritz (1903), la fórmula de Balmer pudo ser generalizada para cualquier número entero {\displaystyle n}:
Si dividimos el numerador y el denominador de la fórmula generalizada de Balmer por {\displaystyle m^{2}}:
Observamos que, cuando {\displaystyle m\Rightarrow \infty }, {\displaystyle \lambda _{\infty ,n}\Rightarrow {\frac {B\times n^{2}}{4}}}.
Esta es el valor límite al cual tienden las longitudes de onda de las líneas sucesivas de la serie definida por {\displaystyle n} cuando {\displaystyle m} crece.
Las otras series predichas han sido evidenciadas experimentalmente:
- en 1908, la serie de Paschen (n = 3)
- en 1916, la serie de Lyman (n = 1)
- en 1922, la serie de Brackett (n = 4)
- en 1924, la serie de Pfund (n = 5).

## Importancia en el estudio de las galaxias y cuerpos celestes
La serie de Balmer ayuda a los astrónomos a identificar la presencia de hidrógeno en las estrellas, nebulosas y otras estructuras galácticas. Dado que el hidrógeno es el elemento más abundante en el universo, conocer sus líneas espectrales permite identificar la composición química de diversos cuerpos celestes.
Las líneas espectrales de Balmer se usan también para medir el desplazamiento al rojo (redshift) de las galaxias. Cuando una galaxia se aleja de la Tierra, sus líneas espectrales se desplazan hacia longitudes de onda más largas (rojo). Esto proporciona información crucial sobre la expansión del universo y sobre la velocidad de recesión de las galaxias. Por ejemplo, en la observación de galaxias en el cúmulo de Coma, los astrónomos utilizaron las líneas de la serie de Balmer para medir los desplazamientos al rojo, lo que proporcionó evidencia adicional de la expansión del universo y ayudó a refinar la constante de Hubble, que mide la velocidad de expansión del cosmos.
Las líneas de la serie de Balmer en el espectro de una estrella permiten determinar su temperatura, composición y otras características. Las estrellas más calientes tienden a mostrar líneas de Balmer más intensas y de mayor orden, mientras que las estrellas más frías tienen menos prominencia en estas líneas. Por ejemplo, en las observaciones del cúmulo globular Omega Centauri, las líneas de Balmer fueron utilizadas para confirmar la abundancia de hidrógeno y otros elementos en las estrellas que lo componen, lo que contribuyó al entendimiento de su evolución y a la clasificación de las estrellas dentro de este cúmulo.
Las observaciones de las líneas de emisión de Balmer en diferentes tipos de cuerpos celestes también ayudan a desarrollar modelos teóricos de la estructura y dinámica de las estrellas, las nebulosas y las galaxias. En particular, el estudio de la radiación emitida por los átomos de hidrógeno en diversas condiciones puede dar indicios sobre la temperatura, la densidad y las propiedades del gas interestelar. 
Las regiones de formación estelar, como las nebulosas de emisión, a menudo muestran fuertes líneas de Balmer debido a la presencia de hidrógeno ionizado. Estas líneas proporcionan pistas sobre la actividad estelar en estas regiones, ayudando a los astrónomos a estudiar el ciclo de vida de las estrellas y las condiciones del gas circundante. Por ejemplo, en la Nebulosa de Orión (M42), las líneas de emisión de Balmer fueron claves para estudiar la ionización del gas en la región central, donde estrellas jóvenes emiten grandes cantidades de radiación ultravioleta, causando que el hidrógeno se ionice y emita luz en las longitudes de onda características de la serie de Balmer. Este estudio ha ayudado a entender los procesos de formación estelar en las nebulosas.
Las líneas de Balmer han sido útiles para estudiar la composición de las atmósferas de exoplanetas. Al analizar el espectro de la luz que pasa a través de la atmósfera de un exoplaneta durante un tránsito (cuando el planeta pasa frente a su estrella), los astrónomos pueden identificar las líneas espectrales de hidrógeno y otros elementos.  Este tipo de análisis espectroscópico ha permitido caracterizar la atmósfera de varios exoplanetas, detectar la presencia de hidrógeno y otras moléculas, y explorar las condiciones atmosféricas de planetas fuera de nuestro sistema solar. Por ejemplo en el caso del exoplaneta KELT-9b, uno de los planetas más calientes conocidos, se utilizaron las líneas de Balmer en los espectros para detectar hidrógeno en su atmósfera extremadamente caliente, lo que ayudó a comprender las condiciones extremas que existen en su atmósfera.
Las observaciones espectroscópicas de objetos cercanos a agujeros negros, como los discos de acreción, han revelado la presencia de líneas de emisión de Balmer en los espectros de estos sistemas. El análisis de las líneas de Balmer ha permitido estudiar los efectos gravitacionales extremos cerca de agujeros negros, así como las condiciones en los discos de acreción, donde el material se calienta y emite radiación visible e infrarroja. Por ejemplo en el estudio del agujero negro supermasivo en el centro de la galaxia elíptica M87, las líneas de Balmer fueron utilizadas para obtener información sobre la física del gas en el disco de acreción y sobre la dinámica del material que rodea al agujero negro, contribuyendo al entendimiento de los procesos en estas regiones extremas del espacio.

## Obras de su autoría
- Sobre la vivienda de los trabajadores en Basilea y sus alrededores. s. n. (Ueber Arbeiter-Wohnungen in und um Basel), Basilea 1853, (copia digital; con planos y cálculos de costes para una urbanización construida en horizontal [11])
- El rostro del profeta Ezequiel desde el templo (Des Propheten Ezechiel Gesicht vom Tempel). Riehm, Ludwigsburg 1858, (copia digital [12]).
- Las ciencias naturales y la cosmovisión moderna (Die Naturforschung und die moderne Weltanschauung. Oeffentlicher Vortrag). Conferencia Pública. Bahnmaier, Basilea 1868, (copia digital[13]).
- Problemas domésticos (Wohnungsübelständ). Conferencia pronunciada en la asamblea general de la Basler Bauverein el 14 de septiembre de 1878. Ver n., Basilea 1878.
- La vivienda del trabajador (Die Wohnung des Arbeiters). Detloff, Basilea 1883, (copia digital).
- Nota sobre las líneas espectrales del hidrógeno (Notiz über die Spektrallinien des Wasserstoffs). En: Verhandlungen der Naturforschenden Gesellschaft in Basel. Vol. 7, n.º 3, 1885, pp. 548-560, (También en: Annalen der Physik und Chemie. Vol. 261 = Neue Folge Vol. 25, n.º 5, 1885, pp. 80-87).
- La perspectiva libre (Die freie Perspektive). Vieweg, Brunswick 1887.
- Reflexiones sobre la sustancia, el espíritu y Dios. Aforismos (Gedanken über Stoff, Geist und Gott). Werner-Riehm, Basilea 1891.
- Una nueva fórmula para las ondas espectrales (Eine neue Formel für Spektralwellen). En: Verhandlungen der Naturforschenden Gesellschaft in Basel. Vol. 11, n.º 3, 1897, pp. 448-460, (También en: Annalen der Physik und Chemie. Vol. 296 = Neue Folge Vol. 60, n.º 2, 1897, pp. 380-391).

## Reconocimientos
- Las líneas de Balmer, las series de Balmer y la constante de Balmer llevan este nombre en su memoria.
- El cráter lunar Balmer está nombrado en su honor.[14]
- El asteroide (12755) Balmer lleva este nombre en su memoria.[15]
- La discontinuidad de Balmer se utiliza en astronomía para la clasificación de estrellas. La discontinuidad de Balmer se define como el salto de intensidad que se puede notar en los bordes de la serie de Balmer dentro de los espectros estelares. Esta discontinuidad se manifiesta como una disminución de la intensidad de la radiación. Esta discontinuidad surge de los diferentes coeficientes de absorción característicos de cada atmósfera estelar. La amplitud puede relacionarse con la temperatura y la luminosidad de la estrella (esto es válido en los primeros tipos espectrales). Por esta razón, la discontinuidad de Balmer se utiliza como parámetro para la clasificación de estrellas.